# The Daughters of Senor Lopez
The Daughters of Senor Lopez est un film muet américain réalisé par Allan Dwan et sorti en 1912.

## Fiche technique
- Réalisation : Allan Dwan
- Date de sortie : États-Unis : 16 décembre 1912

## Distribution
- J. Warren Kerrigan : Senor Gustave Trevino
- Jessalyn Van Trump : Inez Lopez
- Charlotte Burton : Madeleine Lopez